# Tô Tụng

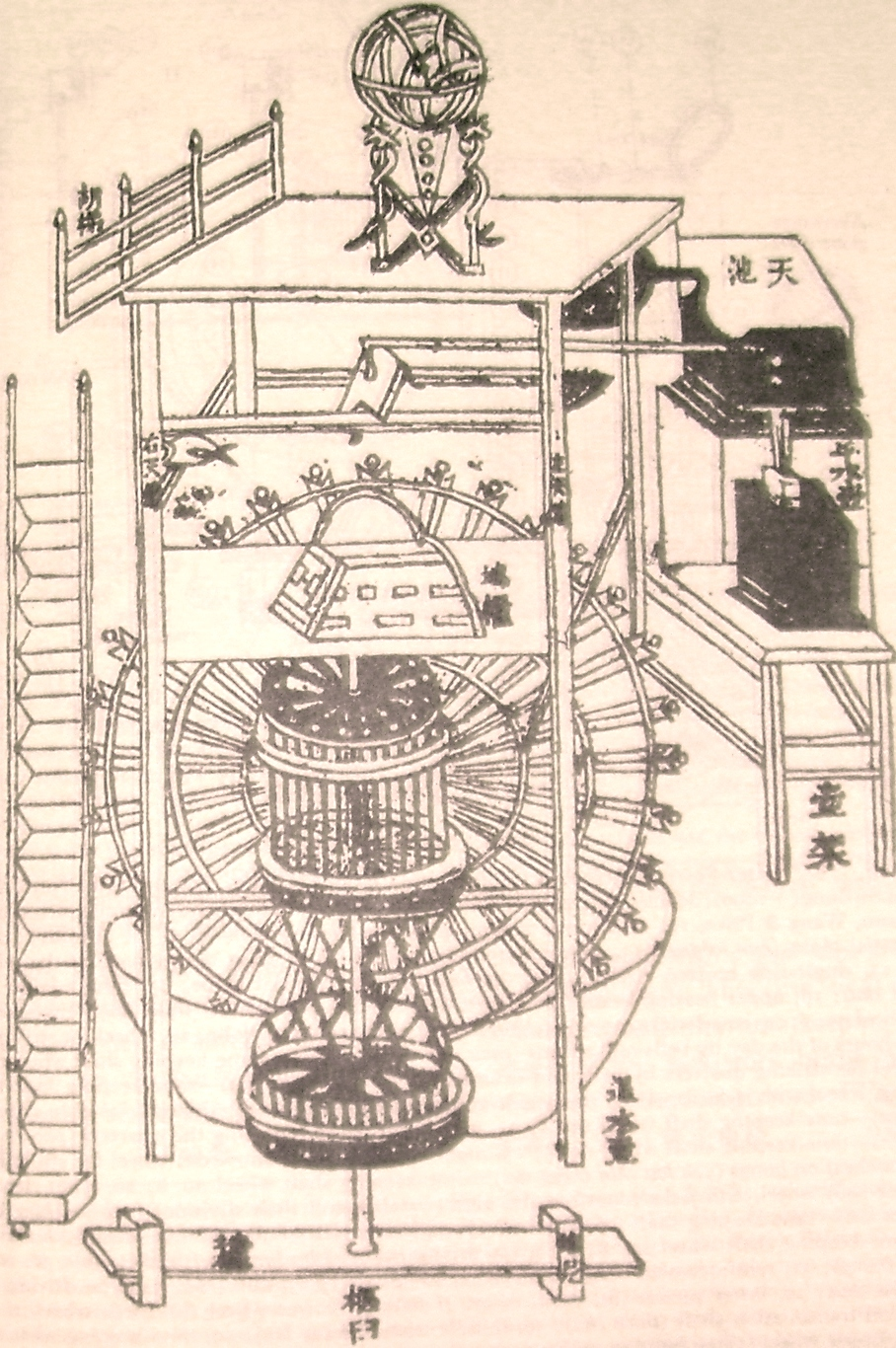
Bản thiết kế gốc trong cuốn sách của Tô Tụng cho thấy những hoạt động bên trong tháp đồng hồ.

Tô Tụng (Su Song; giản thể: 苏颂; phồn thể: 蘇頌; bính âm: Sū Sòng; Bạch thoại tự: So͘ Siōng; Biểu tự: Tử Dung 子容) là một học giả Hạc Lão người Hán, được miêu tả là một nhà khoa học, nhà toán học, nhà chính trị, nhà thiên văn, người vẽ bản đồ, người làm đồng hồ, thầy thuốc Đông Y, nhà dược học, nhà khoáng vật học, nhà động vật học, nhà thực vật học, kỹ sư cơ khí và kiến trúc, nhà thơ, nhà sưu tầm đồ cổ và đại sứ của nhà Tống (960-1279).

## Phát minh

### Thủy vận Nghi tượng đài
Công việc của Tô Tụng bắt đầu khi ông đi sứ ở một xứ "mọi rợ" ngày Đông chí (gọi là "mọi rợ" như vậy lí do vì vào thời điểm đó, người Hán cho rằng ngoài Trung Hoa là trung tâm vũ trụ thì những nền văn minh khác đều là mọi rợ). Đến nơi thì mới biết là ông đến sớm một ngày, ông cho rằng lịch ở nơi này chính xác hơn. Không muốn thừa nhận nước mình kém hơn, ông vẫn xin ở lại làm lễ ngoại giao.
Lịch pháp là rất quan trọng ở Trung Quốc, giống như mỗi gương mặt Quốc vương được thay trên đồng tiền vàng ở Anh, ban hành lịch pháp thể hiện uy quyền của Hoàng đế Trung Hoa, vì vậy phải cực kì chính xác còn chưa kể lịch còn giúp xác định các nông vụ thật chính xác. Bởi vậy, cần một lịch pháp mới, là cách mà Hoàng đế làm hài lòng ông trời qua việc điều chỉnh sự kiện dưới trần gian thật chuẩn xác.

Hoàng đế hỏi vị sứ giả trở về xem lịch ở xứ nào đúng, Trung Hoa hay sứ "mọi rợ". Biên niên sử chép:
Tô Tụng đã tâu sự thật với Hoàng đế, kết quả là đám quan ở Khâm Thiên Giám đều bị phạt
Tô Tụng giờ đây sẽ đảm nhiệm một công việc quan trọng, nghiên cứu một đồng hồ thiên văn chính xác hơn với nhiệm vụ chỉ "giờ" (thực chất cái chính cái Thiên Tử cần ở cái đồng hồ này không hẳn là giờ, mà là sao trời, thiên thời và vô số thứ khác cần để xem tương lai) cho Thiên tử.
Bằng quan sát của mình, Tô Tụng ngoài làm ra chiếc đồng hồ vĩ đại của mình còn quan sát và vẽ nên một số mô hình các chòm sao trên thiên cầu, ông vẽ bản đồ sao gồm năm bản đồ nhỏ hơn. Mỗi bản đồ vẽ bốn đường tròn đồng tâm giữa Nhị thập bát tú, hình thành nên các kinh tuyến thiên văn. Những bản đồ sao của Tô Tụng là những bản đồ sao cổ xưa nhất dưới dạng in.
Trở lại chiếc đồng hồ, Tô Tụng làm chiếc đồng hồ vĩ đại của mình theo nguyên lý:
Trời chuyển động không ngừng mà nước chảy cũng thế. Như vậy nếu làm cho nước đổ hết sức đều đặn, rồi đối chiếu các chuyển động sẽ không thấy chênh lệch hay mâu thuẫn; vì cái không nghỉ đi theo cái không ngừng.
Tô Tụng có bản ghi chép Tân nghi tượng pháp yếu (một bản ghi chép mới về chế tạo Hỗn Thiên Nghi và Thiên cầu máy) ghi chép cẩn thận đến khó tin, thậm chí dựa vào nó ta có thể chế tạo và vận hành được cỗ máy này. Chiếc đồng hồ Tô Tụng tên là Thủy Vận Nghi tượng đài. Vận dụng nguyên lý chảy đều đặn của nước,  giống như Huygens (1629 – 1695)  và Hooke (1635 – 1703)  nghiên cứu sử dụng lò xo cho đồng hồ hiện đại, chiếc đồng hồ này của Tô Tụng là một tuyệt phẩm thời đó.
Đồng hồ cao chục mét, có năm tầng như ngôi chùa. Trên cùng đặt một Hỗn Thiên Nghi nghe nói là chạy vĩnh cửu tự động. Chạy từ tầng một lên tầng ba là một cỗ đồng hồ to tướng, có nhiệm vụ điều tiết, đổ các gầu nước cho vận hành đồng hồ. Bên ngoài hành lang là một dãy người mặc các màu áo khác nhau, gõ chuông vào các thời khắc nhất định. Tô Tụng mô tả dãy người dùng để báo giờ này như sau:
Có 96 hình người. Chúng được xếp tương ứng với thời gian đánh chuông và trống trên tháp...
... Mỗi canh đếm được chia nhỏ làm năm phần. Hình người trang phục đỏ xuất hiện đầu canh đêm để báo phần đầu, còn bốn phần sau canh đêm dành cho hình người xanh lá. Vậy cả thảy có hai lăm người cho năm canh ban đêm...
Chiếc máy đồng hồ này là một tuyệt tác, khi điểm giờ cả tháp đồng hồ vang lên những tiếng chân hình người, tiếng chuông, tiếng trống, tiếng nước chảy trong cái tháp và tất nhiên là cả những tiếng cót két của máy nữa. Một chiếc đồng hồ thiên văn tuyệt đỉnh của nền khoa học Trung Hoa thời bấy giờ.